# Lwówek
Lwówek és una ciutat de Polònia, es troba al voivodat de Gran Polònia, al powiat de Nowy Tomyśl, a 16 km al nord d'aquesta ciutat i a 51 km a l'oest de Poznań, la capital de la regió. El 2016 tenia 3.038 habitants.

## Agermanaments
- Chartres de Bretagne, França
- Kazlų Rūda, Lituània
- Lwówek Śląski, Polònia